# Sonate K. 79
Pour les articles homonymes, voir K79.
La sonate K. 79 (F.41/L.80) en sol majeur est une œuvre pour clavier du compositeur italien Domenico Scarlatti.

## Présentation
La sonate K. 79, en sol majeur, notée Allegrissimo, est une toccata brillante, écrite en imitation.

## Manuscrit
Le manuscrit principal est le numéro 45 du volume XIV de Venise (1754), copié pour Maria Barbara.

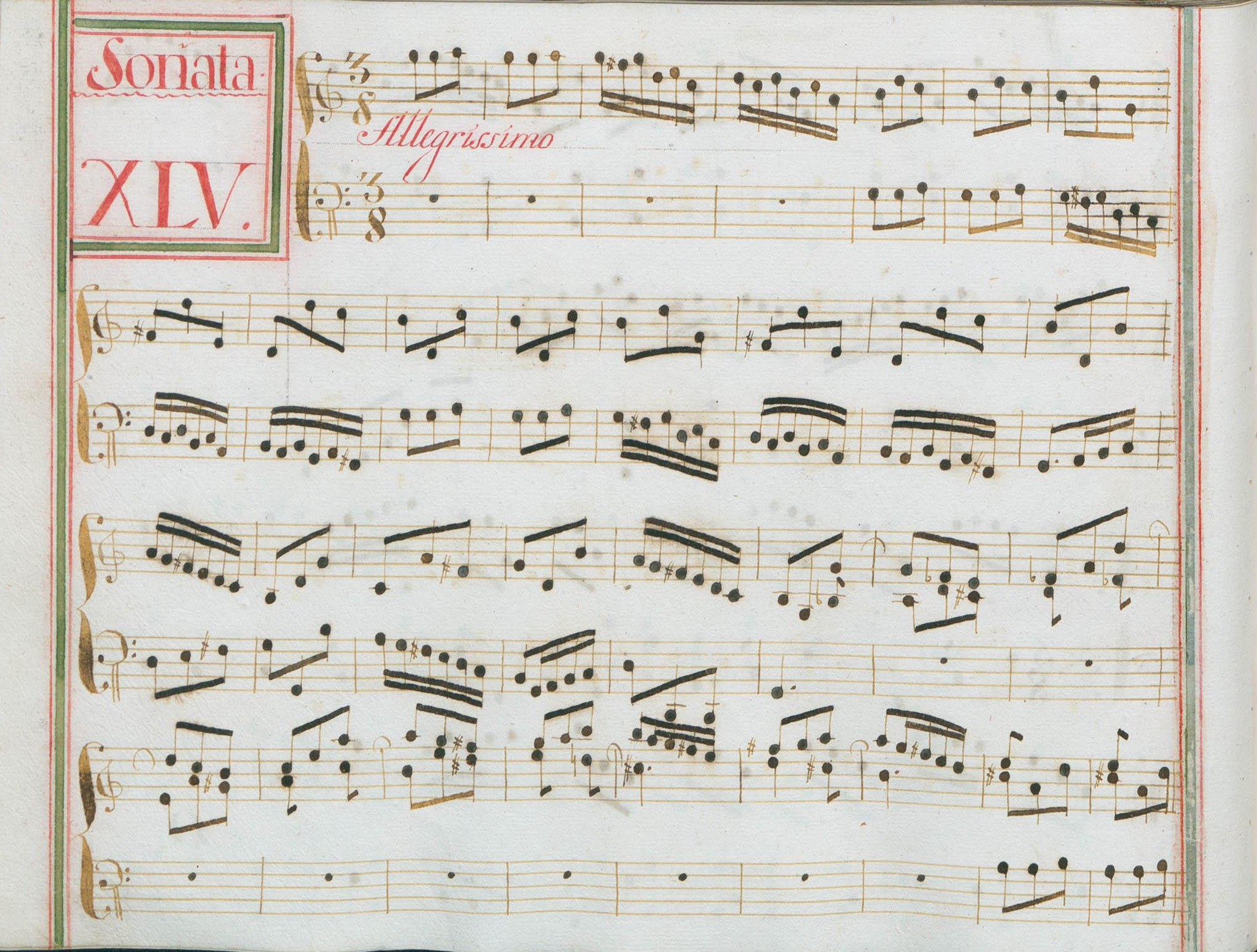
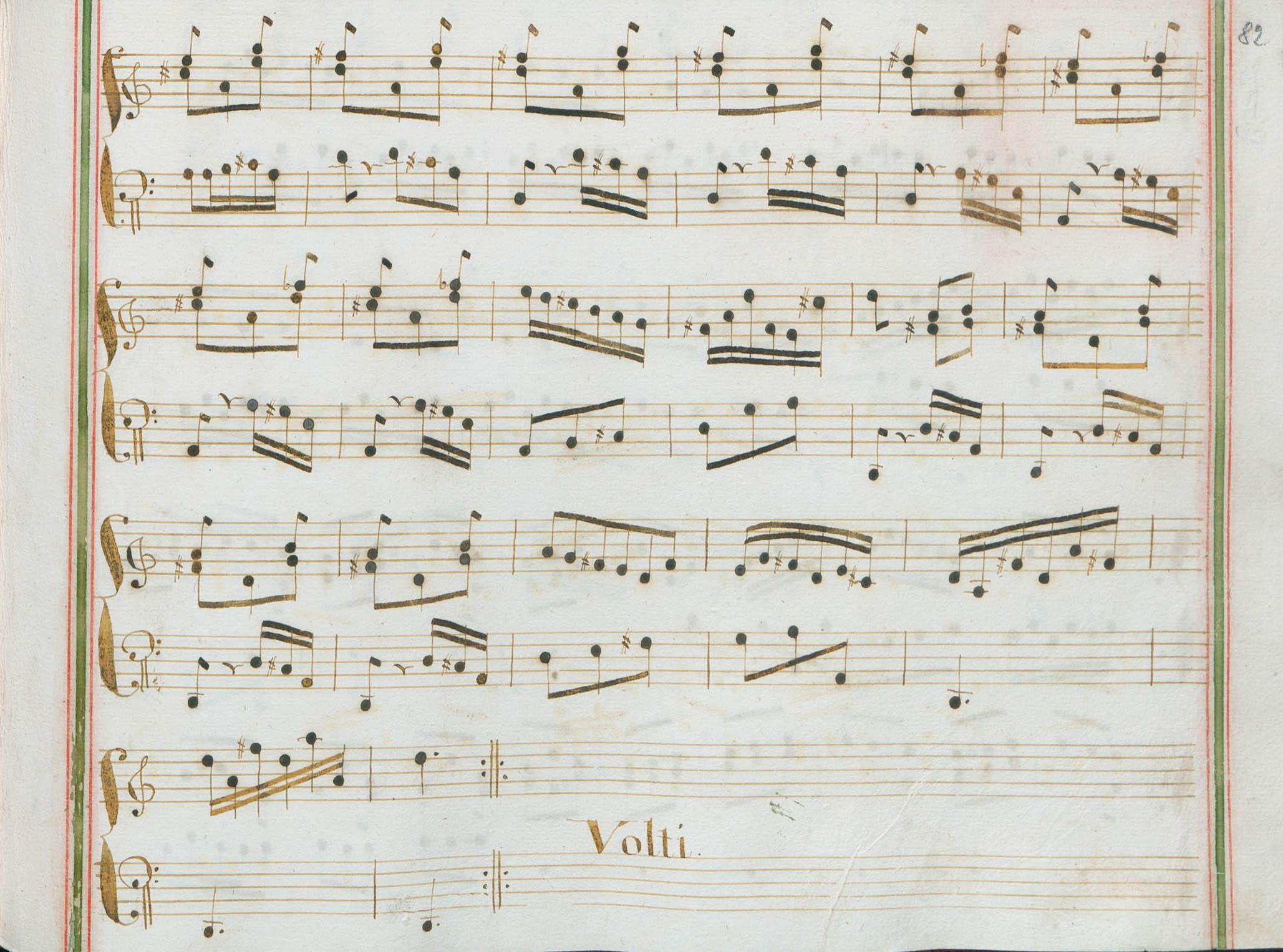

## Interprètes
La sonate K. 79 est défendue au piano, notamment par Maria Tipo (1987, EMI), Sergei Babayan (1995, Piano Classics), Francesco Nicolosi (2007, Naxos, vol. 9) ; au clavecin par Scott Ross (1985, Erato), Richard Lester (2005, Nimbus, vol. 6) et Pieter-Jan Belder (Brilliant Classics, vol. 2), Francesco Cera (Tactus, vol. 3), Silvia Márquez Chulilla (2017, IBS Classical) et Andrés Alberto Gómez (2018, Several Records).
Andrea Marcon l'interprète à l'orgue (1996, Divox Antiqua).

## Sources
: document utilisé comme source pour la rédaction de cet article.
- Ralph Kirkpatrick (trad. de l'anglais par Dennis Collins), Domenico Scarlatti, Paris, Lattès, coll. « Musique et Musiciens », 1982 (1re éd. 1953 (en)), 493 p. (ISBN 978-2-7096-0118-4, OCLC 954954205, BNF 34689181).
- Alain de Chambure, « Domenico Scarlatti : Intégrale des sonates — Scott Ross », Erato (2564-62092-2), 1985 (OCLC 891183737) .